# SSHFS
SSHFS (SSH Filesystem) - програма що дозволяє змонтувати директорію віддаленої машини як файлову систему в клієнтській через SSH з’єднання. Клієнт взаємодіє з файлами на віддаленій машині використовуючи SSH File Transfer Protocol (SFTP), - мережевий протокол для передачі файлів, створений як розширення протоколу SSH 2.0.
Поточна реалізація SSHFS з використанням FUSE є переписаною з нуля попередньою версією. Переписування здійснив Miklos Szeredi, який також написав FUSE.

## Властивості
SFTP створює віртуальну файлову систему і дозволяє працювати з файлами на віддаленій машині так ніби вони знаходяться на локальному пристрої (типу CD, чи флешки).
Перевагою SSHFS над іншими мережевими файловими системами є те, що якщо користувач вже має доступ до сервера через SSH, він не повинен додатково щось налаштовувати, чи відкривати додаткові порти мережевого екрану

## Використання
Монтування:
```
sshfs КОРИСТУВАЧ@ХОСТ:/ШЛЯХ ТОЧКА_МОНТУВАННЯ
```

Наприклад:
```
sshfs root@ahost:/etc/ ~/ahost_etc
```

Щоб розмонтувати:
```
fusermount -u ТОЧКА_МОНТУВАННЯ
```

## Зноски
1. ↑  Release 3.7.3 — 2022.
2. ↑  sshfs: A network filesystem client to connect to SSH servers — 2007.
3. ↑  The sshfs Open Source Project on Open Hub: Languages Page — 2006.
4. ↑  sshfs: A network filesystem client to connect to SSH servers
5. ↑  sysutils/sshfs-fuse: sshfs-fuse-2.4p1 – mount remote directories over ssh. OpenBSD ports. 15 червня 2013. Архів оригіналу за 9 жовтня 2018. Процитовано 10 лютого 2015.
6. ↑  SSHFS security. Архів оригіналу за 12 березня 2010. Процитовано 26 лютого 2010.
7. ↑  SSHFS homepage. Архів оригіналу за 14 квітня 2012. Процитовано 5 червня 2009.
8. ↑  SSHFS [Архівовано 11 травня 2015 у Wayback Machine.] - ArchWiki